# 朴柱昊
朴 柱昊（パク・チュホ、ハングル：박주호、1987年1月16日 - ）は、大韓民国・ソウル特別市出身の元サッカー選手。現役時代のポジションはディフェンダー（DF）、ミッドフィールダー（MF）。日本での登録名はカタカナ表記である。

## 来歴

### クラブ
牛耳（ウイ）小学校時代はテコンドーをしており、南大門（ナンデムン）中学校入学後、13歳でサッカーを始める。光云電子工業高等学校を経て2005年に崇実大学校に入学。1年次から左サイドハーフとしてプレーした。2006年開催のSBSカップ 国際ユースサッカーではU-19韓国代表の一員として参加し、大会優勝を経験した。2007年夏に行われたU-20ワールドカップ・カナダ大会では韓国代表のキャプテンとして2試合に出場。2008年5月15日、大学在学中に日本へ渡り、水戸ホーリーホックへ入団。左サイドの他ボランチでもプレーした。水戸時代には水戸市の在日同胞の「赤ひげ」、「こり家」などの飲食店に頻繁に出入りしホームシックを解消した。
2009年、「アジア枠」が新設されたこともあり、水戸と同じ茨城県のクラブである鹿島アントラーズへ完全移籍。クラブ史上初めてのブラジル人以外の外国籍選手となった。開幕当初はレギュラーとしてプレーし、シーズン後半は新井場徹の控えに回る事となった。
2010年、ジュビロ磐田へ完全移籍。1月に初めてフル代表に招集され、1月18日に行われたフィンランド戦で初キャップを得た。さらにチームメイトのイ・グノとともに東アジアサッカー選手権2010の代表にも選出された。J1第5節・G大阪戦では2得点を挙げ、チーム初勝利に貢献した。磐田では左サイドバックのレギュラーとしてプレーしていたが、9月29日のヤマザキナビスコカップ準決勝川崎戦（第1戦）で試合開始直後、森勇介からタックルを受けて腓骨を骨折し、全治3、4か月と診断された。
2011年、怪我も癒え開幕戦からスタメンで出場するなど主力として起用されていた。6月23日、スイス・スーパーリーグのFCバーゼルへ完全移籍。
2013年7月、ドイツ・ブンデスリーガの1.FSVマインツ05へ完全移籍。
2年後に兵役を控えていたための格安の移籍金であったとされている（リスティアン・ハイデルSD）。しかし2014仁川アジア大会で金メダル獲得により兵役免除が決定。2015年4月29日に公式サイト上で2017年6月まで契約延長になった旨発表された。
2015年8月30日に2014年にマインツで監督をしていたトーマス・トゥヘルが指揮するボルシア・ドルトムントへの移籍が発表された。9月18日に行われたUEFAヨーロッパリーグのクラスノダール戦でドルトムントの選手としてデビューし、1ゴール1アシストの活躍をしてチームの逆転勝利に貢献している。
しかし、ドルトムント移籍後はなかなか出場機会に恵まれず、2017年4月からはドルトムントのBチームであるボルシア・ドルトムント IIの試合に出場している。
2017年12月3日、ドルトムントと契約を解消したことをドイツ誌『Kicker』日本語版が報じた。
2017年12月18日、蔚山現代FCに加入することが発表された。自身のキャリアで初めて母国のKリーグでプレーする。
2021年1月27日、水原FCに移籍した。

### 代表
2014年5月、FIFAワールドカップ韓国代表の予備登録メンバーに選ばれたが、負傷で辞退した金珍洙の代役として本大会の出場メンバー23名に登録された。だが出場機会はなかった。

## エピソード
- マインツ時代チームメイトだった岡崎慎司のブログにパクが度々登場している。また、2015年2月6日の岡崎のブログ では、ジュビロ時代チームメイトだった上田康太とも仲が良いと書かれている。

## 個人成績
| 国内大会個人成績 | 国内大会個人成績 | 国内大会個人成績 | 国内大会個人成績 | 国内大会個人成績 | 国内大会個人成績 | 国内大会個人成績 | 国内大会個人成績 | 国内大会個人成績 | 国内大会個人成績 | 国内大会個人成績 | 国内大会個人成績 |
| 年度             | クラブ           | 背番号           | リーグ           | リーグ戦         | リーグ戦         | リーグ杯         | リーグ杯         | オープン杯       | オープン杯       | 期間通算         | 期間通算         |
| 年度             | クラブ           | 背番号           | リーグ           | 出場             | 得点             | 出場             | 得点             | 出場             | 得点             | 出場             | 得点             |
| 日本             | 日本             | 日本             | 日本             | リーグ戦         | リーグ戦         | リーグ杯         | リーグ杯         | 天皇杯           | 天皇杯           | 期間通算         | 期間通算         |
| ---------------- | ---------------- | ---------------- | ---------------- | ---------------- | ---------------- | ---------------- | ---------------- | ---------------- | ---------------- | ---------------- | ---------------- |
| 2008             | 水戸             | 16               | J2               | 24               | 0                | -                | -                | 2                | 0                | 26               | 0                |
| 2009             | 鹿島             | 35               | J1               | 19               | 0                | 0                | 0                | 3                | 0                | 22               | 0                |
| 2010             | 磐田             | 14               | J1               | 23               | 2                | 5                | 1                | 0                | 0                | 28               | 3                |
| 2011             | 磐田             | 14               | J1               | 11               | 0                | 0                | 0                | -                | -                | 11               | 0                |
| スイス           | スイス           | スイス           | スイス           | リーグ戦         | リーグ戦         | スイス杯         | スイス杯         | オープン杯       | オープン杯       | 期間通算         | 期間通算         |
| 2011-12          | バーゼル         | 3                | スイスリーグ     | 26               | 0                | -                | -                | 5                | 0                | 31               | 0                |
| 2012-13          | バーゼル         | 3                | スイスリーグ     | 21               | 1                | -                | -                | 3                | 0                | 24               | 1                |
| ドイツ           | ドイツ           | ドイツ           | ドイツ           | リーグ戦         | リーグ戦         | リーグ杯         | リーグ杯         | DFBポカール      | DFBポカール      | 期間通算         | 期間通算         |
| 2013-14          | マインツ         | 24               | ブンデス1部      | 27               | 1                | -                | -                | 2                | 0                | 29               | 1                |
| 2014-15          | マインツ         | 24               | ブンデス1部      | 16               | 0                | -                | -                | 1                | 0                | 17               | 0                |
| 2015-16          | マインツ         | 24               | ブンデス1部      | 1                | 0                | -                | -                | 1                | 0                | 2                | 0                |
| 2015-16          | ドルトムント     | 3                | ブンデス1部      | 5                | 0                | -                | -                | 0                | 0                | 5                | 0                |
| 2016-17          | ドルトムント     | 3                | ブンデス1部      | 2                | 0                | -                | -                | 0                | 0                | 2                | 0                |
| 2016-17          | ドルトムントII   | 32               | レギオナル       | 2                | 0                | -                | -                | 0                | 0                | 2                | 0                |
| 2017-18          | ドルトムントII   | 32               | レギオナル       | 4                | 0                | -                | -                | 0                | 0                | 4                | 0                |
| 韓国             | 韓国             | 韓国             | 韓国             | リーグ戦         | リーグ戦         | リーグ杯         | リーグ杯         | FA杯             | FA杯             | 期間通算         | 期間通算         |
| 2018             | 蔚山現代         | 33               | Kリーグ1         | 17               | 0                | -                | -                | 2                | 0                | 19               | 0                |
| 通算             | 日本             | 日本             | J1               | 53               | 2                | 5                | 1                | 3                | 0                | 61               | 3                |
| 通算             | 日本             | 日本             | J2               | 24               | 0                | -                | -                | 2                | 0                | 26               | 0                |
| 通算             | スイス           | スイス           | スイスリーグ     | 47               | 1                | -                | -                | 8                | 0                | 55               | 1                |
| 通算             | ドイツ           | ドイツ           | ブンデス1部      | 51               | 1                | -                | -                | 4                | 0                | 55               | 1                |
| 通算             | ドイツ           | ドイツ           | レギオナル       | 6                | 0                | -                | -                | 0                | 0                | 6                | 0                |
| 通算             | 韓国             | 韓国             | Kリーグ1         | 17               | 0                | -                | -                | 2                | 0                | 19               | 0                |
| 総通算           | 総通算           | 総通算           | 総通算           | 198              | 4                | 5                | 1                | 19               | 0                | 222              | 5                |

| 国際大会個人成績 | 国際大会個人成績 | 国際大会個人成績 | 国際大会個人成績 | 国際大会個人成績 | 国際大会個人成績 | 国際大会個人成績 |
| 年度             | クラブ           | 背番号           | 出場             | 得点             | 出場             | 得点             |
| AFC              | AFC              | AFC              | ACL              | ACL              | -                | -                |
| ---------------- | ---------------- | ---------------- | ---------------- | ---------------- | ---------------- | ---------------- |
| 2009             | 鹿島             | 35               | 6                | 0                | -                | -                |
| UEFA             | UEFA             | UEFA             | UEFA EL          | UEFA EL          | UEFA CL          | UEFA CL          |
| 2011-12          | バーゼル         | 3                | -                | -                | 8                | 0                |
| 2012-13          | バーゼル         | 3                | 9                | 0                | -                | -                |
| 2015-16          | ドルトムント     | 3                | 4                | 1                | -                | -                |
| 通算             | AFC              | AFC              | 6                | 0                | -                | -                |
| 通算             | UEFA             | UEFA             | 13               | 1                | 8                | 0                |

その他の国際公式戦
- 2012年
  - UEFAチャンピオンズリーグ 2012-13 予選 5試合0得点
- 2014年
  - UEFAヨーロッパリーグ 2014-15 予選 2試合0得点

出場歴
- Jリーグ初出場 - 2008年5月18日 J2第14節 vs愛媛FC戦（笠松運動公園陸上競技場）
- Jリーグ初得点 - 2010年4月4日 J1第5節 vsガンバ大阪戦（ヤマハスタジアム）

## 代表歴
- U-19韓国代表 主将 (2006年)
- U-20韓国代表 主将 (2007年)
  - U-20ワールドカップ・カナダ大会 2試合0ゴール
- U-23韓国代表 (2008年)
- 韓国代表 (2010年-2019年)

### 試合数
- 国際Aマッチ 41試合 1得点（2010年-2019年）[14]

| 韓国代表 | 国際Aマッチ | 国際Aマッチ |
| 年       | 出場        | 得点        |
| -------- | ----------- | ----------- |
| 2010     | 6           | 0           |
| 2011     | 1           | 0           |
| 2012     | 4           | 0           |
| 2013     | 2           | 0           |
| 2014     | 4           | 0           |
| 2015     | 12          | 0           |
| 2016     | 3           | 0           |
| 2017     | 1           | 0           |
| 2018     | 7           | 1           |
| 2019     | 1           | 0           |
| 通算     | 41          | 1           |

## タイトル

### クラブ
鹿島アントラーズ
- Jリーグ ディビジョン1：1回 (2009)

ジュビロ磐田
- Jリーグカップ：1回 (2010)

FCバーゼル
- スイス・スーパーリーグ：2回 (2011-12, 2012-13)
- スイス・カップ：1回 (2011-12)
- アーレンカップ：1回 (2011)

ボルシア・ドルトムント
- DFBポカール：1回 (2016-17)

蔚山現代FC
- AFCチャンピオンズリーグ：1回　(2020)